# Ravni Žakan
Koordinati:   43°43′43″N, 15°26′01″E
Ravni Žakan je otoček v Jadranskem morju. Pripada Hrvaški.
Ravni Žakan leži v Narodnem parku Kornati med Lungo in Škuljem, okoli 2 km južno od Kornata, njegova površina je 0,299 km². Dolžina obale meri 2,97 km, najvišji vrh
pa je visok 38 mnm.
V zalivu na južni strani otočka stoji trgovina in restavracija Žakan, ki je največja restavracija v Narodnem parku Kornati. Pod trgovino je pomol v obliki črke »L« s skupno dolžino okoli 70 m. Globina morja ob pomolu se giblje od 1,6 do 4 metre. Na pomolu so priključki za elektriko in vodo. Na severozahodni obali v prostranem zalivu pa pod restavracijo Larus stoji manjši pomol, ob katerem je tudi nekaj boj za priveze plovil.